# Begoña Izquierdo
Begoña Izquierdo (Bilbao, 7 de septiembre de 1926 – Madrid, 27 de junio de 1999) fue una pintora figurativa española.

## Biografía
Nació en Bilbao, donde residió hasta 1948, año en el que se trasladó a Madrid, para estudiar pintura en la Academia de Bellas Artes de San Fernando. Allí hizo buenos amigos entre sus compañeros, como Luis Feito, Julio López Hernández, Julián Martín de Vidales, Manuel Méndez, César Montaña o Lucio Muñoz.
En 1954, obtiene el título oficial de Profesora de dibujo, en las especialidades de pintura y grabado. Realiza su primera exposición compartida con la pintora y grabadora Carmen Arozena en el año 1957, a partir de entonces no dejará de realizar exposiciones individuales y colectivas en España y en el extranjero.
En el año 1963 se dedica temporalmente a la ilustración, realizando dibujos para libros infantiles, La estafeta literaria, Cuadernos Hispanoamericanos, etc. Es en el año 1965 cuando obtiene la pensión March y gana el premio Abril de Pintura.
En una primera época, la figura humana predomina sobre todo lo demás, para ir poco a poco introduciendo más construcciones y naturaleza, siempre llenas de símbolos en sus composiciones. En sus primeras obras utiliza una gama austera de colores oscuros, pasando por una etapa de estallido de color para finalizar con una época de gran luminosidad. No le importa exagerar las formas de los cuerpos para expresar mejor sus sentimientos, siendo destacable la gran expresividad que tienen las manos en todas sus figuras.
Su pintura aúna características del expresionismo, como su fuerza y energía, con una gran poesía y sensibilidad, describiendo en la vida diaria la felicidad y la desdicha de hombres y mujeres. Sus figuras son intemporales, no se atienen a ninguna época histórica ni moda concreta, evolucionando de una temática más universal a una más personal.
Aunque su producción principal fue realizada en óleo sobre lienzo, no hay que olvidar sus dibujos a plumilla con una técnica claramente influenciada de sus experiencia en las técnicas del grabado. Fallece en Madrid el 27 de junio de 1999 a los 72 años.